# Lamech (syn Metuszelacha)
Lamech, Lamek (hebr. לֶמֶך – Lemech) – postać biblijna, potomek Seta. Występuje w Księdze Rodzaju.
Był potomkiem Seta ósmej generacji, synem Matuzalema i ojcem Noego, który przyszedł na świat wtedy, kiedy Lamech miał 182 lata. Lamech miał też innych synów i córki. Zmarł w wieku 777 lat, krótko przed potopem. 